# Río Branco (Uruguay)
Pour les articles homonymes, voir Rio Branco.
Río Branco est une ville du département de Cerro Largo en Uruguay.
Elle se place au deuxième rang des villes les plus peuplées du département.

## Géographie
Río Branco est située dans le secteur 3.

## Population
| Année | Population |
| ----- | ---------- |
| 1963  | 4 024      |
| 1975  | 5 685      |
| 1985  | 9 072      |
| 1996  | 12 215     |
| 2004  | 13 456     |
| 2011  | 14 604     |

,

## Gouvernement
Le maire (alcalde) de la ville est Roberto Pereira.

## Relations internationales

### Jumelages
La ville de Río Branco est jumelée avec:
- Jaguarão, Brésil